# Ibizský podenco
Ibizský podenco, známý také jako ibizský chrt či baleárský chrt (španělsky: podenco ibicenco anglicky: Ibizan Hound) je španělské psí plemeno. Bylo uznáno Mezinárodní kynologickou federací (FC) a je řazeno do skupiny špicové a primitivní plemena.

## Historie

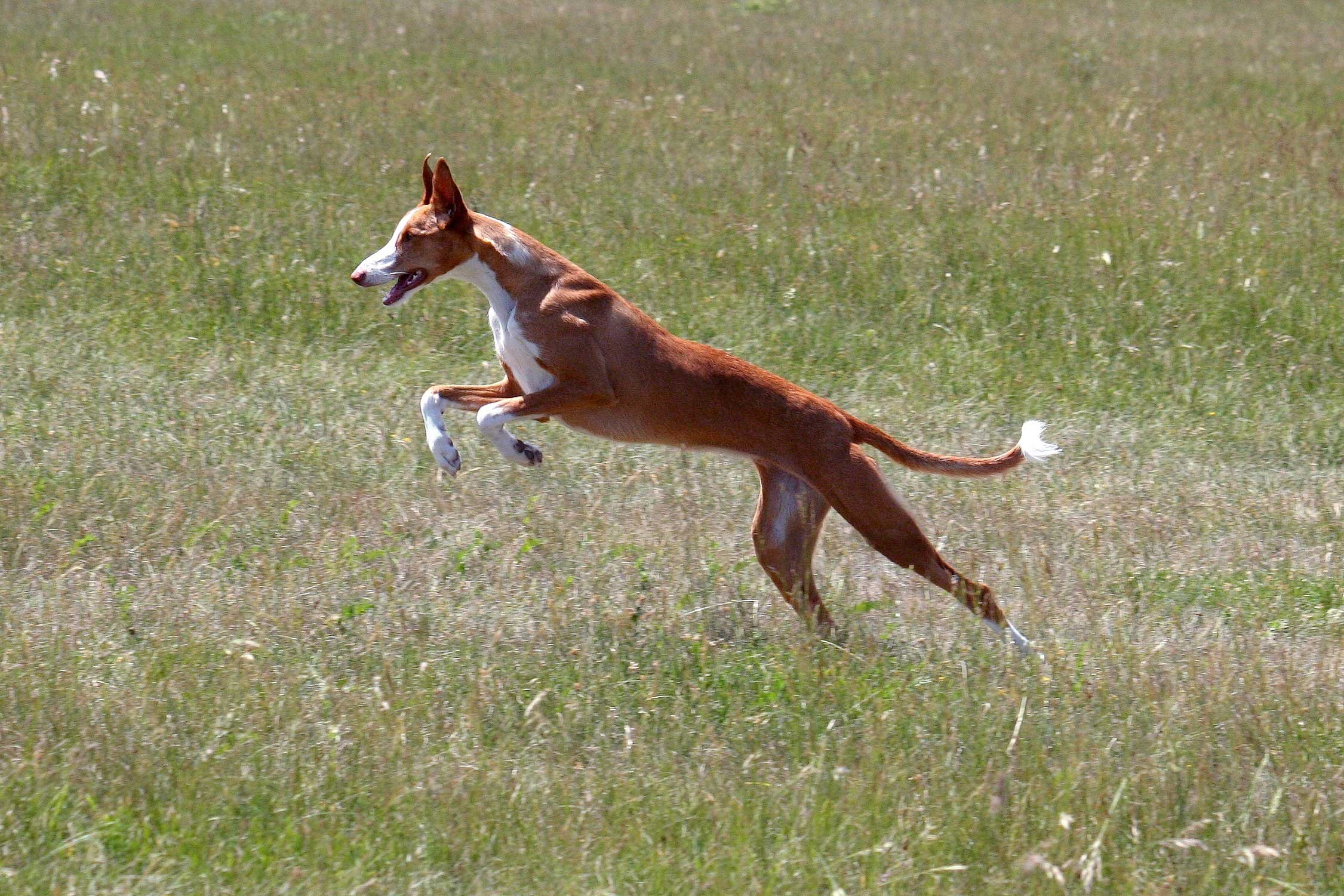
Běžící ibizský podenco

Ibizský podenco vznikl ve Španělsku na Baleárských ostrovech především pro lov králíků a jelenů. Na Baleárské ostrovy je pravděpodobně přivezli Féničané. Výhodou lovů s těmito psy bylo, že dokázali kořist vystopovat, štvát a následně usmrtit, takže samotný lovec jen jel na koni za nimi. Předci ibizských podenců jsou pravděpodobně staří egyptští psi z doby před 5 000 lety. Postupem času se z hladkosrsté varianty vyvinula i hrubosrstá, nicméně, ta je v současné době vzácná. Ke svému původnímu účelu se již plemeno nevyužívá; dnes jej uvidíme jen jako společníka nebo psího sportovce, který se hodí pro coursing neboli psí závody.

FCI je plemeno zařazené ve skupině špicové a plemena primitivní, v sekci primitivní lovecká plemena, kde mu dělají společnost sicilský chrt, portugalský podenco, kanárský podenco a faraonský pes. Z těchto plemen je ibizský podenco největší.

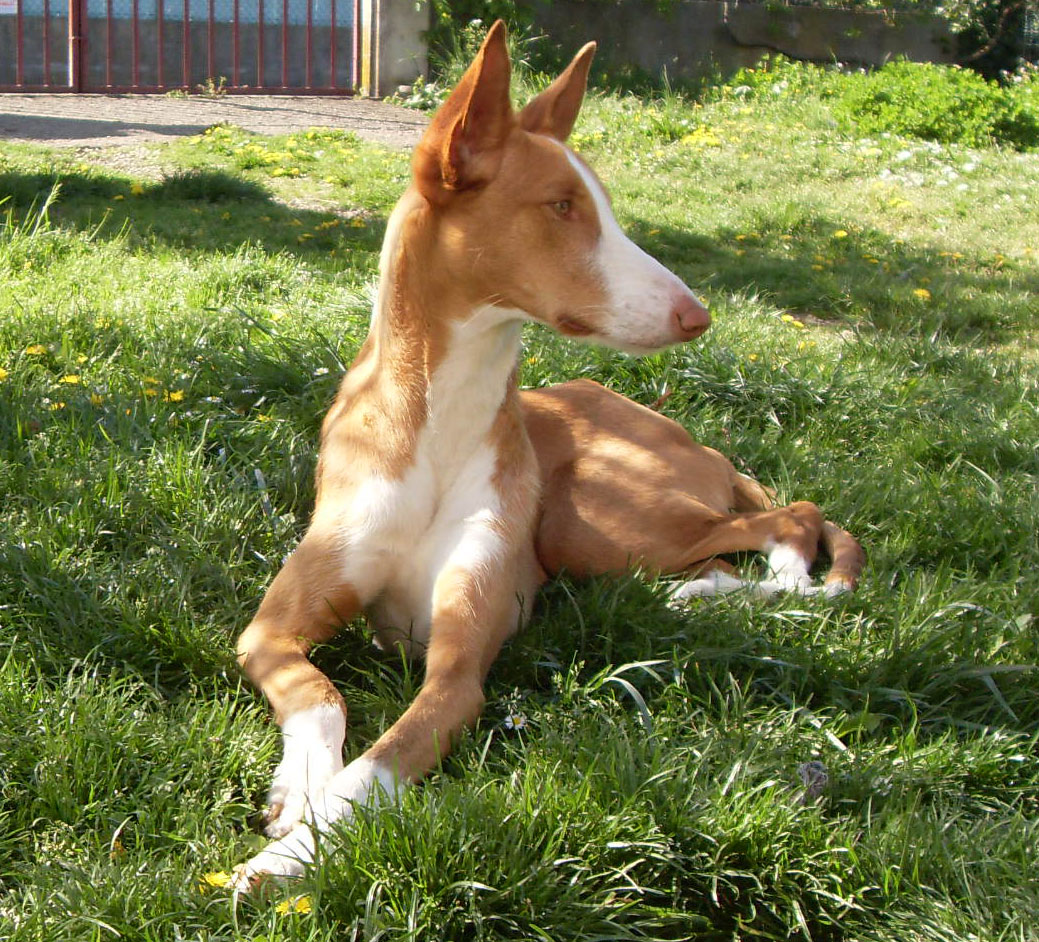
Dospělý pes

Oficiální používaná zkratka v Česku je IP.

## Vzhled
Ibizský podenco je elegantní a hbitý pes s atletickou a atraktivní postavou. Vyniká i elegantním pohybem. Jeho velké vzpřímené uši - charakteristický znak plemene - jsou široké na základně a směrem ke špičce se zužují. Krk je dlouhý a štíhlý. Jeho srst, která pokrývá celé tělo, může být hladká nebo hrubá, obě dvě varianty ale mají typické zbarvení, tedy různé kombinace bílého podkladu a červených znaků. Jeho oči jsou jantarové barvy a mají ostražitý a inteligentní výraz. Hmotnost se pohybuje mezi 19 – 25 kg, výška u psů mezi 66 až 72 cm, u fen mezi 60 – 67 cm. Výrazný pohlavní dimorfismus .

## Povaha
Ibizský podenco je inteligentní, aktivní, a bystrý pes. V žebříčku inteligence psích plemen dle Stanleyho Corena jsou na 53. místě. Jsou to hraví a veselí psi, někdy se jim přezdívá i "klauni psího světa". Ačkoli mohou být poněkud nezávislí a tvrdohlaví. Obecně jsou tišší, ale přesto jsou to dobří hlídači, kteří imponují hlavně velikostí. Vůči majiteli jsou loajální, ale nikdy přehnaně oddaní a udržují si svoji čest a pýchu, K dětem jsou přátelští a zpravidla s nimi dobře vycházejí. Psi jsou dominantnější než feny a dva psi na jednom území mohou být problémem. Mají sklony pronásledovat vše, co se pohybuje, nevyjímaje jiná domácí zvířata nebo cyklisty. O tomto psím plemeni je známo, že dokáží přeskočit i velmi vysoké překážky, vysoký plot je tedy nutností. Je pro ně typický "lov očima". To znamená, že pokud něco uvidí, rozběhne se za tím, proto není vhodné pouštět ji z vodítka — je totiž velmi těžké ji přivolat. Řídí se tedy hlavně zrakem. Přivolání je potřeba trénovat od mládí.

## Zdraví
Pro ibizského podenca a jiné chrty je typické, že jen zřídka trpí dědičnou nemocí. Mezi menší zdravotní problémy pro toto plemeno patří záchvaty a alergie, vzácně šedý zákal nebo hluchota. Nejcitlivější je plemeno na oči, proto je vhodné před zařazením do chovného programu nechat psa prověřit.